# Joice Cristina de Souza Rodrigues
Joice Cristina de Souza Rodrigues, née le 6 septembre 1986 à Bauru, dans l'État de São Paulo au Brésil, est une joueuse brésilienne de basket-ball. Elle évolue au poste de meneur. 